# Kerlingaralda
Kerlingaralda är ett berg i republiken Island. Det ligger i regionen Suðurland, 130 km öster om huvudstaden Reykjavík. Toppen på Kerlingaralda är 717 meter över havet, eller 108 meter över den omgivande terrängen. Bredden vid basen är 2,9 km.
Trakten runt Kerlingaralda är nära nog obefolkad, med mindre än två invånare per kvadratkilometer. Det finns inga samhällen i närheten. Trakten runt Kerlingaralda består i huvudsak av gräsmarker.